# Arkona
Arkona (Аркона) es una banda rusa de metal pagano y folk metal surgida en 2002 en Moscú.
Sus letras están basadas en la historia rusa y la mitología eslava, además incorporan algunos instrumentos tradicionales de la música de Rusia (tales como balalaicas, domras, guslis, el acordeón ruso o bayan, zanfoñas, violines, tambores, flautas, etc).
La banda se formó en 2002 y desde entonces han publicado 7 álbumes, 1 demo, 1 recopilatorio y 2 DVD de conciertos en vivo. El nombre de la banda proviene del nombre de la última ciudad eslava pagana fortificada, en el Cabo Arkona.
En el 2014, Vlad "Artist" (batería) deja la banda, incorporándose al grupo el batería Andrey Ishchenko, el cual ya tuvo participación en el álbum de estudio Yav.

## Formación actual
- Masha Scream (voz)
- Sergej "Lazar" (guitarra)
- Ruslan "Kniaz" (bajo)
- Andrey Ishchenko (batería)
- Vladimir Cherepovsky - (flauta, gaita)

## Discografía

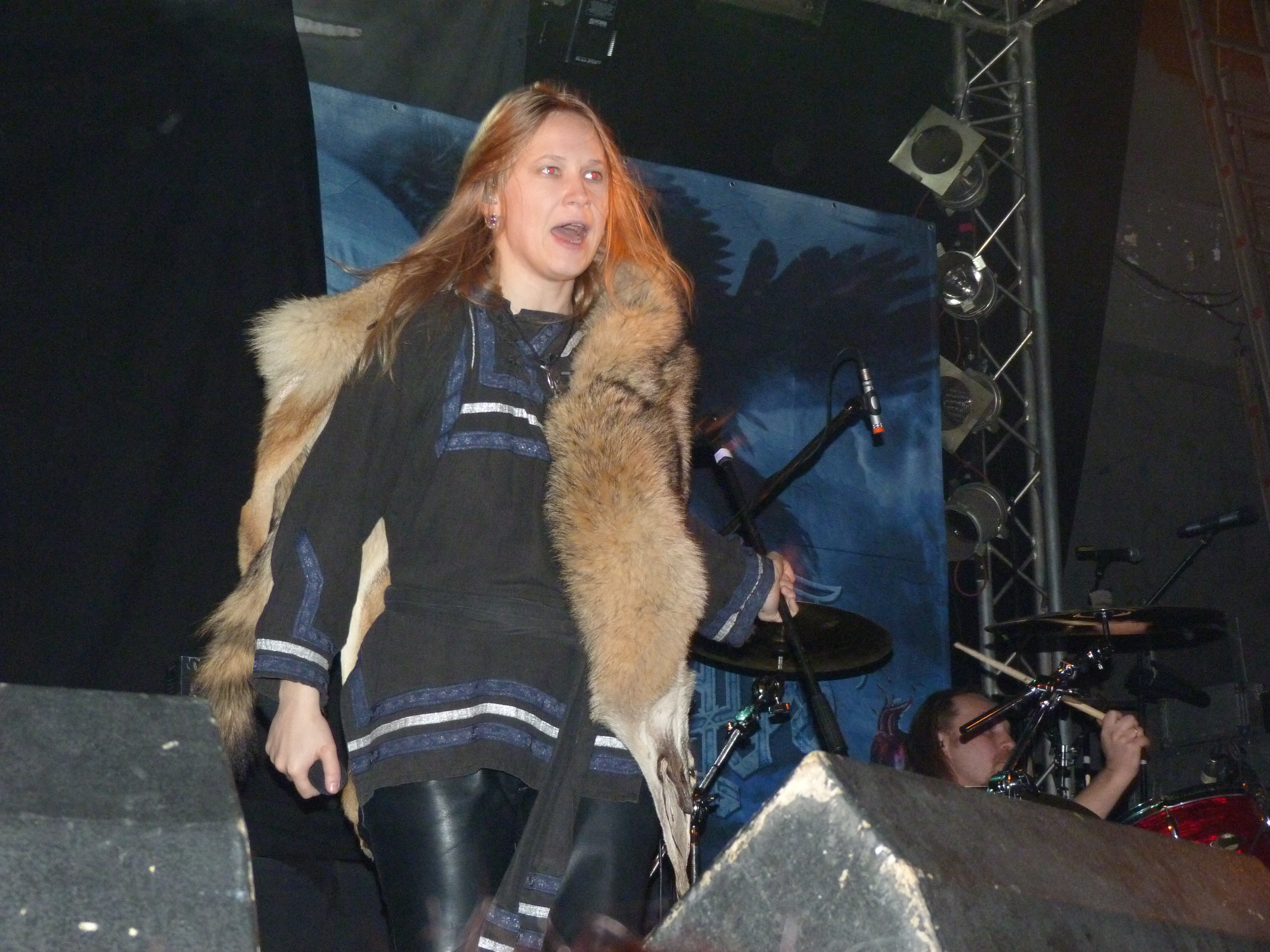
Masha Scream Arhipova - Club 202, 2014

| - Vozrozhdenie / Возрождение (2004) - Lepta / Лепта (2004) - Vo slavu velikim! / Во славу великим! (2005) - Ot serdtsa k nebu / От сердца к небу (2007) - Goi, Rode, goi! / Гой, Роде, гой! (2009) - Slovo / Слово (2011) - Yav / Явь (2014) - Khram (2018) - Rus / Русь (2003) | - Zhizn vo slavu / Жизнь во славу (2006) - 10 let vo slavu / 10 лет во славу (2013) - Noch Velesova / Ночь Велесова (2009, en DVD) - 10 let vo slavu / 10 лет во славу (2013, en DVD) - Poyom vmeste / Поём вместе (2009) - Stenka na stenku / Стенка на стенку (2011) |